# Хермон
Планина Хермон (арап. جبل الشيخ‎; хебр. הר חרמון‎) је 2814 метара висока планина, на граници између Либана и Сирије, у склопу антилибанонског венца. То је највиша планина на источном делу Средоземног мора.
Састоји се од вапненца и пјешчењака и протеже се неколико километара у даљину. На западном делу је прекривена шумом, док на источном делу већином нема никакве вегетације.
Иако се налази на Блиском истоку, зими је већином прекривена снегом, због чега је популарна туристичка атракција. Топљењем снега, у пролеће је драгоцени извор воде за реку Јордан.
Након Шестодневног рата 1967. године, израелска војска је заузела доњи део Хермона у склопу Голанске висоравни. Упркос резолуцији 242 Вића безбедности УН-а која позива на повлачење израелске војске са Голана, до данас се тај јужни део планине налази под израелском контролом. За Израел, то је подручје стратешки битно за сигурност јеврејске државе јер надгледа већи део Галилеје.

## Клима
У селима на обронцима планине Хермон могу се наћи разни храмови. Назив планине Хермон је био повезан са семитским појмом ḥrm, што значи „табу” или „освећен”, и арапским појмом „Ал-харам”, што значи свети кавез.

### Еп о Гилгамешу
У епу о Гилгамешу се помиње да се планина Хермон поделила након што је Гилгамеш убио Хумбабу, чувара кедрове шуме. Један превод плоче V каже: „Земља се поделила испод ногу док су се вртели у круг, планина Хермон и Либан се раздвојише.”

### Угаритска религија
Планина или врх се помиње као Сафон у угаритским текстовима, место где се налази палата Баала у миту о Атару.

### Стари Завет и апокрифи
У Поновљеним законима 3:8-9 и Исус Навин 12:1 и 13:11, планина Хермон је приказана као северна граница Аморејског царства, које је након освајања Исуса Навина предат полу-племену Манасије источно од реке Јордан.
Хебрејска Библија користи три имена планине Хермон, наводећи у Поновљеном закону 3:9 да „Сидоњани Хермон називају Сирион, док га Аморејци називају Сенир”, али на другом месту (Паралипоменон 5:23) разликују Сенир и Хермон, чиме се вероватно користе имена два од три врха гребена Хермон, док се у Псалмама 42:6 користи облик множине, Хермони, можда је то и референца на сва три врха.
У књизи Паралипоменон 5:23-24 се помиње планина Хермон као место где су Ефер, Иши, Елиил, Азрил, Јеремија, Ходавија и Јахдил били поглавари својих породица.
У Псалму 42, који предводи псалме северног царства, псалмопевац се сећа Бога из јорданске и хермонитске земље. У песми 4:8 Хермон је пример егзотичног места, а у Псалму 133, једној од песама успона на планини Хермон. у међувремену Књига пророка Језекиља (27:5) хвали његове кипарисе (називајући их алтернативним именом Сенир (Деутерономија 3:9).
У апокрифној књизи Еноховој, планина Хермон је место где је Чувар, класа палих анђела спустила се на земљу. На планини се заклињу да ће узети себи за жене жене кћери човечије и претрпети узајамно проклетство за свој грех (Енох 6).
Према контроверзној студији професора Израел Кнол са Хебрејског универзитета у својој књизи „Свевишњи”, планина Хермон је заправо Синајска гора у хебрејској Библији, при чему библијска историја подсећа на древну битку северних племена са Египћанима негде у долини реке Јордан или на Голанској висоравни.

### Нови Завет
Р. Т. Франс у својој књизи о Јеванђељу по Матеју је истакао да је планина Хермон била могуће место Преображења. једноставно пошто је у другим изворима ово место описано као место које је препознала већина научника.

### Натпис Каср Антар и Хермон као „планина заклетве”
На врху планине Хермон налази се света зграда састављена од тесаних камених блокова. Познат као Каср Антар, највиши храм древног света који је документован 1869. године. Натпис на кречњачкој стели, који је Варен пронашао у Каср Антару, Џорџ Никелсбург је превео на следећи начин: „према заповести највећег (и) Светог Бога, они који се заклињу (излазе) одавде”. Никелсбург је повезао натпис са заклетвом коју су анђели дали под вођством Семјазе, који су заједно дали заклетву, свезани проклетством, како би узели људске жене у Еноховој књизи. Каже се да је Хермон постао познат као „планина заклетве”. Претпостављало се да је име Бога хеленизована верзија Баала или Хадада, и Никелсбург га је повезао са топонимом Баал-Хермон (тј. Господар Хермона) и божанство наведено у књизи Еноха као „велики светитељ”.

### Римски храм Деир ел Ахајер
Други старогрчки натпис, пронађен у великом римском храму на северним обронцима Деир ел Ахајера, обележава годину постављања клупе 242. године током владавине Белиабоса, такође назван Диототос, син Абеданоса, врховног свештеника богова. Доба Киборејских богова је непознато, као и њихов положај, која се дефинитивно не поистовећује са Деир ал Ахаиером, али је можда била римско светилиште или име насеља на том подручју.

### Касноримски период
Евсевије је признао религиозно значење Хермона у свом раду Ономастикон (вероватно написаном у првој четвртини IV века), рекавши: до данас је планина пред Баниасом и Либаном позната као Хермон, и народи је поштују као светилиште.